# Амга
Амга́ (якут. Амма, эвенк. Амӈа) — река в Якутии, левый, самый длинный приток Алдана. Длина — 1462 км, площадь водосборного бассейна — 69 300 км².

## Этимология
По оценке Е. М. Поспелова, гидроним происходит из эвенкийского амнга (искажённое амга) — «устье реки».

## Течение

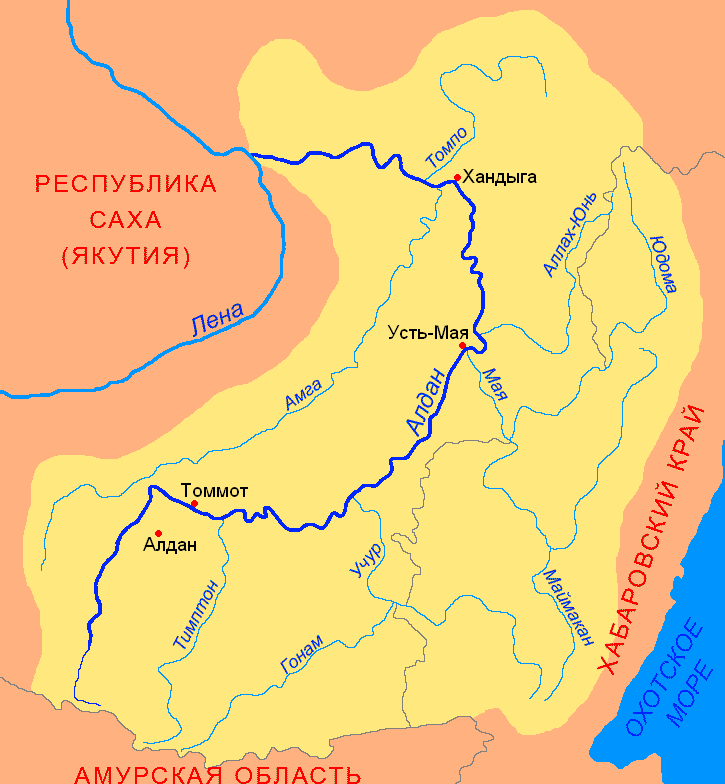
Бассейн Алдана

Берёт начало с Алданского нагорья, где образует узкую глубокую долину с каменистым руслом. Ниже села Тёгюльте-Тёрдё долина расширяется, течение реки приобретает спокойный характер. Протекает по территории шести районов Якутии (от истока к устью) — Олёкминского, Алданского, Амгинского, Чурапчинского, Таттинского и Томпонского.

## Гидрология
Питание Амга имеет в основном снеговое и дождевое. Очень высокое весеннее половодье — подъём воды более 7 метров, частые летние паводки и очень низкий зимний сток. Ледостав с первой половины октября по май. Зимой наледи. В низовье Амга судоходна.
Среднегодовой расход воды в 137 км от устья составляет 191,42 м³/с, в 436 км — 183,98 м³/с, в 932 км — 121,79 м³/с.

## Основные притоки
(расстояние от устья)
- 550 км — река Биелиме (пр)
- 678 км — река Борулах (лв)
- 723 км — река Мундуруччу (лв)
- 787 км — река Титиктях (лв)
- 811 км — река Сылгылыр (лв)
- 832 км — река Улу (лв)

## Данные водного реестра
По данным государственного водного реестра России и геоинформационной системы водохозяйственного районирования территории РФ, подготовленной Федеральным агентством водных ресурсов:
- Бассейновый округ — Ленский
- Речной бассейн — Лена
- Речной подбассейн — Алдан
- Водохозяйственный участок — Амга

## В культуре
У Николая Глазкова есть стихотворение «Река Амга».
Одно из произведений Софрона Данилова называется «Красавица Амга».